# Candida albicans
Candida albicans es un hongo diploide en forma levadura de la familia de los sacaromicetos. Es un patógeno oportunista, ya que se comporta como un organismo comensal al formar parte la microbiota normal de los tractos respiratorio, gastrointestinal y genitourinal, pero una disrupción en el estado imunológico del hospedador o en el entorno local lo convierten en patógeno. Una de sus características más notables en relación con su patogenicidad es su versatilidad morfológica para cambiar entre su forma de levadura a hifas filamentosas.
Tiene una función relevante en la digestión de los azúcares, mediante un proceso de fermentación.

## Sinonimia y binomios obsoletos
- Oidium albicans C.P.Robin, (1853)
- Saccharomyces albicans (C.P.Robin) Reess, (1877)
- Dematium albicans (C.P.Robin) Laurent{?}, (1889)
- Monilia albicans (C.P.Robin) Zopf, (1890)
- Parasaccharomyces albicans (C.P.Robin) Mello & L.G.Fern. (1918)
- Myceloblastanon albicans (C.P.Robin) M.Ota[6] (1927)
- Mycotorula albicans (C.P.Robin) Langeron & Talice[7] (1932)
- Syringospora albicans (C.P.Robin) C.W.Dodge, (1935)
- Procandida albicans (C.P.Robin) E.K. Novák & Zsolt[8] (1961)

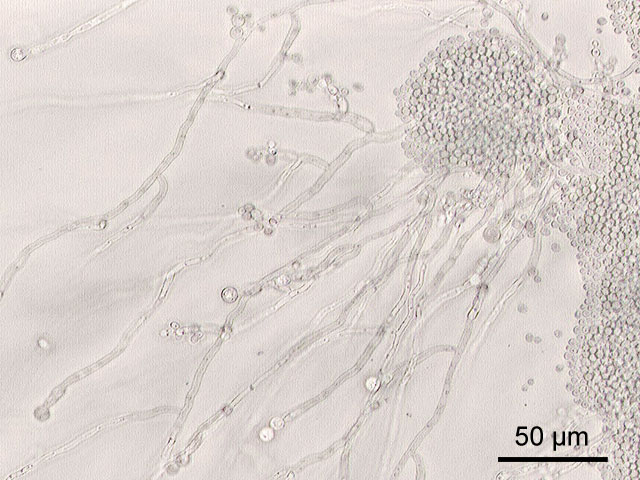
Candida albicans

## Patologías conocidas
Candida albicans puede asumir patogeneidad, provocando la candidiasis; en ese caso, se presenta como una afección vaginal (vulvovaginitis candidiásica), de la cavidad oral, del intestino o de la piel.
Se ha investigado una posible relación entre la candidiasis y el cáncer, bien mediante la producción de micotoxinas o compuestos cancerígenos o mediante el desarrollo de inflamación crónica y procesos que interfieren con el ciclo vital de las células.

## Genoma

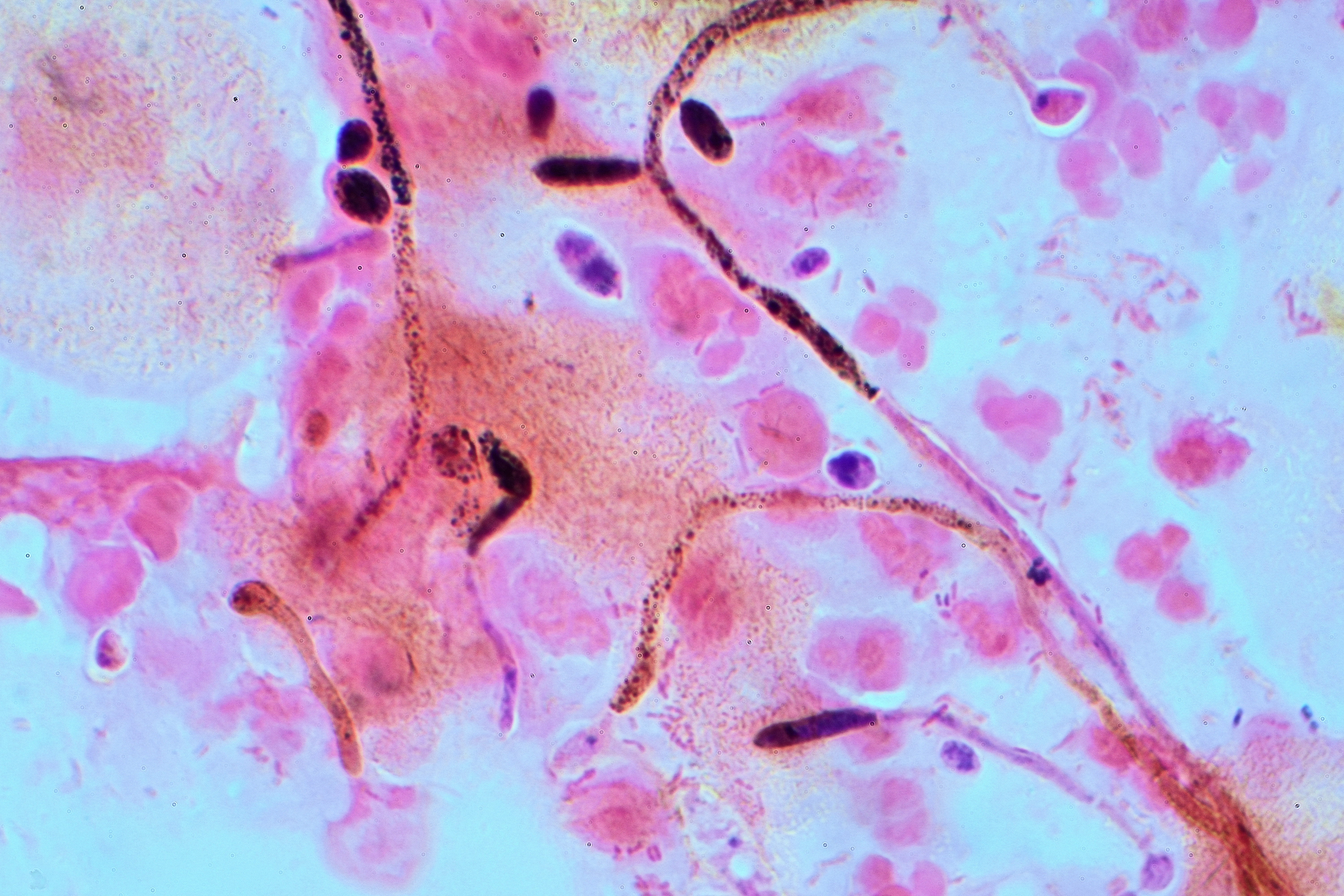
Imagen al microscopio óptico de Candida albicans, extraída de un hisopo vaginal. Pueden observarse las células individuales e hifas del hongo rodeadas de células epiteliales vaginales (en rosa)

Uno de los más interesantes hechos del genoma de C. albicans es la ocurrencia de rearreglos numéricos y estructurales cromosómicos,  como medio de generar diversidad genética, dando longitudes de cromosomas con polimorfismo (contracción / expansión de repeticiones),  translocaciones recíprocas,  borrados cromosómicos y trisomía de cromosomas individuales. Estas alteraciones del cariotipo generan cambios en el fenotipo, que es una estrategia de  adaptación de esta levadura. Estos mecanismos genéticos serán mejor interpretados con el análisis completo del genoma de C. albicans.
Su genoma en la "raza SC5314" fue secuenciado en el Centro de Tecnología y Secuenciación del ADN de Stanford. El genoma de la cepa WO1 fue secuenciado por el Instituto Broad de MIT y de la Universidad Harvard.
El secuenciado del genoma de  C. albicans  y subsecuentemente de los genomas de varias otras especies de Candida médicamente relevantes ha cambiado profundamente e irreversiblemente los modos de estudiar las especies de  Candida. El secuenciado genómico de C. albicans se lanzó en octubre de 1996. Y así, durante 10 años, culminando con el lanzamiento del agrupamiento del diploide 19, que provee una versión haploide del genoma, acompañado de datos de regiones alélicas en el genoma.  Otra refinada conjunción 20 con ocho ensambles de cromosomas de C. albicans se lanzó en el 2006. Se están desarrollando otras secuencias genómicas de Candida para: C. glabrata, C. dubliniensis, C. parapsilosis, C. guilliermondii, C. lusitaniae, y C. tropicalis.
El genoma de C. albicans es altamente dinámico, y esta variabilidad ha sido usada ventajosamente en estudios epidemiológicos moleculares de C. albicans y estudios de población en esta especie. Un descubrimiento remarcable que ha sido llevado en la secuenciación del genoma es la presencia de un ciclo parasexual en C. albicans. Este ciclo parasexual está bajo el control de loci de masculinidad, y permuta entre fenotipos blanco y opaco. Investigando el rol que el proceso de apareamiento juega en la dinámica de las poblaciones de C. albicans o en otros aspectos de la biología y la patogeneidad de C. albicans representa un importante foco para futuros estudios.

### Tratamientos
Según la extensión de la infección y el estado general del paciente, se decide un tratamiento tópico o sistémico. Así, tópicamente se puede emplear clotrimazol al 1 por ciento, miconazol, ketoconazol, sertoconazol, terbinafina o naftilina. Los tratamientos sistémicos más frecuentemente empleados son itraconazol o fluconazol. El pronóstico es bueno, y son curativos tanto los tratamientos tópicos como sistémicos. Sin embargo, si los factores predisponentes de estas micosis no se corrigen es posible otra nueva infección. Es, pues, necesario aplicar el tratamiento lo más pronto posible.
Respecto al uso de probióticos, la evidencia clínica permite afirmar que a pesar de que pueden ayudar a reducir el número de bacterias peligrosas al mantener un microentorno acídico e inhibiendo la respuesta inmune, el efecto no es suficiente para apoyar su uso.En relación con la detección y eliminación de factores de riesgo, es posible afirmar que en la mayoría de los casos no produce mejora y a menudo tiende a empeorar la calidad de vida de las mujeres.